# Бабанин, Анатолий Андреевич
Анато́лий Андре́евич Баба́нин (род. 19 августа 1940, Ношульский сельсовет, Коми АССР) — крымский учёный-морфолог, доктор медицинских наук, профессор, член-корреспондент Национальной академии медицинских наук Украины, академик Академии наук высшей школы Украины, Заслуженный деятель науки и техники Украины (1998), член-корреспондент РАН (2016); в 1996—2015 годах — ректор Крымского государственного медицинского университета им. С. И. Георгиевского.

## Биография
А. А. Бабанин родился 19 августа 1940 года в посёлке Матяш Прилузского района Коми АССР. После окончания Крымского медицинского института в 1965 он был оставлен для научной работы на кафедре топографической анатомии и оперативной хирургии, где проработал в должности ассистента с 1966 по 1978 год. В 1967 году защитил кандидатскую диссертацию по теме «Состояние эвакуаторно-моторной функции желудка после резекций по некоторым модификациям способа Бильрот-2 в свете ранних эвакуаторных нарушений». В 1976 году защитил докторскую диссертацию по теме «Материалы к оценке достаточности способов соединения стенок желудочно-кишечного тракта». После присвоения звания профессора (1980) некоторое время заведовал кафедрой нормальной анатомии КГМУ, с 1982 по 2015 год заведовал кафедрой судебной медицины с курсом права.
В 1996 году избран ректором КГМУ. С его деятельностью на посту ректора связывают преодоление вузом финансового кризиса постперестроечного периода и значительное повышение известности и престижа вуза за рубежом.
В январе 2015 года на фоне включения Крымского медицинского университета в состав новосозданного Крымского Федерального университета был уволен с должности ректора КГМУ указом главы Крыма Сергея Аксёнова.

## Научная деятельность
А. А. Бабанин является автором около 280 научных трудов (из них — 5 монографий) по различным вопросам морфологии, экспериментальной хирургии (в основном посвящённых различным методам соединений стенок органов ЖКТ) и судебной медицины (в основном посвящённых судебно-медицинской оценке последствий алкогольной интоксикации); подготовил 26 кандидатов и 5 докторов наук. Он автор ряда изобретений; его исследования в области кишечных швов сыграли значительную роль в создании и введении в практику биологического шовного материала «Биофил», производимого из твёрдой мозговой оболочки.

## Звания и награды
А. А. Бабанин является член-корреспондентом Национальной академии медицинских наук Украины, член-корреспондентом РАН (2016 г.), академиком Академии наук высшей школы Украины, Заслуженным деятелем науки и техники Украины (1998), академиком Международной академии интегративной антропологии (1996); академиком Польской Академии медицинских наук (1998), членом Нью-Йоркской Академии наук (1999).
Он также награждён орденом Президента Украины «За заслуги» ІІІ степени, орденом Святого Равноапостольного князя Владимира I степени, Золотой медалью Альберта Швейцера, орденом Петра Великого I степени, благодарностью на 9 международной выставке «Современное образование в Украине — 2006», премией Автономной Республики Крым за 2006 год, орденом Республики Крым «За верность долгу».

## Интересно
А. А. Бабанин известен своим мягким ироничным юмором. На основании заметок, которые на протяжении многих лет ведёт проф. К. А. Ефетов, было выпущено несколько изданий небольшого сборника «Афоризмы и шутки разных лет». Вот некоторые из них:
- «В науку нужно вкладывать деньги, как в роскошную женщину»
- «Иммунологические довески в хирургических диссертациях — как блестящие побрякушки для папуасов»
- «Студенческая пора — это награда, получаемая в начале жизни, и отрабатывать её нужно всю жизнь»
- «Студенты лечебного факультета учат всё и в результате ничего не знают. Студенты педиатрического факультета выгодно отличаются тем, что знают хотя бы педиатрию»
- «Узнав, что заведующая кафедрой иностранных языков предпочитает коньяк шампанскому, я понял, что эта кафедра находится в надёжных руках»

## Комментарии
1. ↑  Посёлок Матяш[3], созданный в 1930 году, входил в состав Ношульского сельсовета Прилузского района[4]; упразднён в 1950[5].